# Sussi Bech
Sussi Bech (født 25. november 1958 i Birkerød) er en dansk tegneserieskaber og illustrator. Hun er særlig kendt for sin tegneserie Nofret, og for, sammen med sin mand Frank Madsen, at tegne Eks Libris. Hendes tegneserier og bøger er udgivet i 13 lande: Danmark, Norge, Sverige, Finland, Færøerne, Island, Estland, Tyskland, Frankrig, Belgien, Holland, Chile og Indonesien.

## Liv og karriere
Som 24-årig tog hun afgangseksamen fra Skolen for Brugskunst i København. På det tidspunkt var hun i gang med sit første tegneseriealbum, om den arabiske pige Zainab. Historien var hentet fra Tusind og en Nats eventyr, men krydret med Bechs egne ideer og en research i 800-tallets Bagdad, dets dragter og bygninger. Hendes debut løb først som søndagsføljeton i Berlingske Tidende, og udkom i 1985 som album på forlaget Interpresse. Første oplag på 10.000 blev udsolgt på under tre uger, og yderligere 5.000 eksemplarer blev bestilt fra trykkeriet. Albummet udkom også i Norge.
Siden 1986 har Sussi Bech koncentreret sine tegneserier om det gamle Egypten, hvor hun med den kretensiske prinsesse Nofret som hovedfigur har bragt læseren rundt i oldtidens middelhavslande som vidne til datidens politiske og religiøse intriger. Nofret er udgivet i Frankrig, Belgien, Holland, Sverige og Indonesien. Fortællingerne om Nofret har været bragt som føljeton i en række danske dagblade, heriblandt Berlingske Tidende og Ekstra Bladet.
Udover Nofret har Sussi Bech fået udgivet en række andre tegneserier, bl.a. tobindsværket om eventyrersken Aida Nur, inspireret af Howard Carters fund af Tutankhamons grav i 1920'ernes Egypten. Serien blev bragt i B.T. , og udkom som album i 1991 og 1992. I 2021-22 blev Aida Nur publiceret i det tyske tegneseriemagasin ZACK i en udgave, hvor alle siderne var indscannet på ny fra Sussi Bechs originaltegninger og farvelægninger, hvorefter Sussi havde omtegnet og nyfarvelagt mange detaljer. Denne udgave blev udsendt på dansk i efteråret 2023 og i Estland foråret 2024.
I 1993 udkom Sussi Bechs ungdomsarbejde Dalila den Drevne (2 album i sort-hvid), der fortalte forhistorien til Zainab. I 1998 udgav Bogfabrikken Sussi Bechs tegneserieversion af H.C. Andersens eventyr De vilde svaner.
Desuden har Sussi Bech illustreret børnebøger for en lang række danske forlag, herunder over 60 titler med Kaj og Andrea for DR Multimedia og senest Snus Mus for Forlaget Eudor. Sammen med Frank Madsen udgiver hun scifi-bogserien for 9-12-årige, Gustav og Raketbroderskabet, hvor Frank skriver teksten og Sussi står for illustrationerne.
Sussi Bech har siden september 2009 skrevet og tegnet serien Eks Libris til Weekendavisens tillæg "Bøger". I første omgang med Mette Finderup som medforfatter. Siden november 2010 har Frank Madsen leveret ideer og tekster. Serien handler om forlagsbranchen i Danmark.
I 2016 påbegyndtes udgivelsen af Sussi Bechs Samlede Værker i 7 bind. Værket samler Sussi Bechs 19 albumhistorier om Dalila den Drevne, Aida Nur, Nofret, Zainab, De vilde svaner m.fl. og indeholder desuden en del ekstramateriale om seriernes tilblivelse. Syvende bind udkom november 2020.
I 2020 udkom tegneserien Ørsted – Han satte strøm til verden, en 80 siders tegneseriebiografi om elektromagnetismens opdager, naturvidenskabsmanden Hans Christian Ørsted, som Sussi har skrevet og tegnet i samarbejde med kollegaen Ingo Milton og Jens Olaf Pepke Pedersen, seniorforsker ved DTU Space. Tegneserien er også udkommet i engelsksproget udgave, Ørsted. He electrified the world.
I april 2022 udkom 13. bind i Nofret-serien, det foreløbigt sidste album i serien, der afslutter den igangværende historie-cyklus, hvor Akhnatons Egypten kastes ud i borgerkrig mellem tilhængere af Amon og Aton.
I april 2023 udkom Københavnermysteriet, en slags opfølger til Ørsted-tegneserien, der omhandler fire gymnasieelever, som har dannet en hemmelig loge med det formål at gennemføre studentereksamen uden nogensinde at åbne en fysikbog eller aflevere en fysikopgave, de selv har skrevet. Men en efter en bliver de kontaktet anonymt af en mystisk person "F", der beder dem møde op ved aftentid på forskellige lokaliteter i København, hvor de belæres om fysikkens historie fra de gamle grækere til teorien om alting. Historiens klimaks udspiller sig ved nattetid på Niels Bohr Institutet. Serien er lavet sammen med Jens Olaf Pepke Pedersen og Frank Madsen. I 2025 udgives også en videnskabstegneserie, om seismologen Inge Lehmann.

## Tillidsposter
Sussi har været formand for brancheforeningen Danske Tegneserieskabere i flere omgange, senest i perioden 2015-2025.

## Hæder
Hun modtog de danske Børnebibliotekarernes Kulturpris (BØ-FA) i 1991 og tegneseriebranchens orden, Ping-prisen, i 1994, ligesom Nofret flere gange er valgt som bedste tegneserie og bedste tegneseriefigur af kollegaerne på de danske tegneserieskaberes årlige konvent.
Hun modtog Orla-prisen for Bedste billedbog sammen med Katrine Hauch-Fausbøll (forfatter) for Kaj & Andrea – Hurra vi skal i skole.
I 2006 blev hun udnævnt til Årets Kunstner i sin hjemby Birkerød. I 2015 blev hun inviteret til Stockholm, hvor Svenska Serieakademin overrakte hende Adamsonstatyetten ved akademiets 50 års gallafest.
I 2017 modtog hun Hanne Hansen Prisen sammen med sin mand Frank Madsen..
I 2021 blev hun optaget i Kraks Blå Bog.

## Udstillinger
Hendes tegneserier og illustrationer har siden 1978 været udstillet over 40 gange, herhjemme bl.a. i Nikolaj Kirke, på Galleri Asbæk, Det Kulørte Bibliotek, Rundetaarn, Gl. Holtegaard, DOKK1 m.fl.
I udlandet har Sussi udstillet i England, Italien, Finland, Tyskland, Island, Frankrig (bl.a. CNBDI Angoulême), Polen og Belgien (Centre belge de la bande dessinée).

### Nofret
- Nofret 1: Flugten fra Babylon, Carlsen 1986
- Nofret 2: Amons gemalinde, Carlsen 1987
- Nofret 3: Kætterkongens hof, Carlsen 1988
- Nofret 4: Den sidste Minos, Carlsen 1989
- Nofret 5: Rejsen til Hattusas, Carlsen 1991
- Nofret 6: Den hemmelige traktat, Carlsen 1992
- Nofret 7: Med døden om bord, Carlsen 1993
- Nofret 8: Gravrøverne, Carlsen 1995
- Nofret 9: Nattens hævner, Carlsen 1998
- Nofret 10: Kiya, Carlsen 2001
- Nofret 11: Bagholdet i Tempelsøen, Carlsen 2004
- Nofret 12: Nilens fange, Forlaget Faraos Cigarer 2011 [14]
- Nofret: Slave i Levanten, Eudor 2019
- Nofret 13: Tutankhamon, Eudor 2022

### Eks Libris
- Eks Libris 1: Problemer med Carsten Jensen-robotten i Zone 7! Eudor 2012
- Eks Libris 2: Tænk på signalværdien! Eudor 2013
- Eks Libris 3: Jyderne er mægtig flinke ...men stille! Eudor 2013
- Eks Libris 4: Lotte går til parterapi! Eudor 2014
- Eks Libris 5: Zenia Nyker genopliver kulturrrrradikalismen, Eudor 2015
- Eks Libris 6: Finn Sysholm går i sort! Eudor 2016
- Eks Libris 7: Bob Dylan svarer ikke! Eudor 2017
- Eks Libris 8: Dr. Lidegaard og Mr. Hyde! Eudor 2018
- Eks Libris 9: Hætten i hytten kan Halfdan få! Eudor 2019
- Eks Libris 10: Finn Sysholm sejrer! Eudor 2020
- Den store Finn Sysholm, Eudor 2024

### Andre album
- Hvor går du hen?, Undervisningsministeriet 1982
- Zainab, Interpresse 1985
- Aida Nur 1, Carlsen 1991
- Aida Nur 2, Carlsen 1993
- Fra Sussi Bechs arkiver: Dalila den drevne 1 – Ballade i Bagdad, Ultima 1993 (forhistorie til Zainab)
- Fra Sussi Bechs arkiver: Dalila den drevne 2 – Tyven fra Cairo, Ultima 1993 (forhistorie til Zainab)
- De vilde svaner, Bogfabrikken 1998
- Egtvedpigen, NDMT 2007
- Mis med de store kugler, Eudor 2013
- Mis med de store julekugler, Eudor 2014
- Ørsted – Han satte strøm til verden, Eudor 2020
- Københavnermysteriet, Eudor 2023
- Inge Lehmann – Jordens inderste kerne, Eudor 2025[7]

### Sussi Bechs Samlede Værker
- Dalila den Drevne, Eudor 2016 (begge bind i samlet og farvelagt udgave)
- Aida Nur, Eudor 2018 (begge bind i samlet udgave)
- Nofret – Samlede historier I, Eudor 2018 (Nofret bind 1-3)
- Nofret – Samlede historier II, Eudor 2019 (Nofret bind 4-6)
- Nofret – Samlede historier III, Eudor 2019 (Nofret bind 7-9)
- Nofret – Samlede historier IV, Eudor 2020 (Nofret bind 10-12)
- De vilde svaner, Eudor 2020 (Zainab, De vilde svaner, Egtved Pigen)

### Illustrationsopgaver
- Sanne og Sisyfos – og alle de andre, 2006 (illustrationer til bogen, handler om græsk mytologi)